# Montagne Noire (Nouvelle-Écosse)
Pour les articles homonymes, voir Montagne Noire et Montagne Noire (Australie).
La montagne Noire est une montagne des hautes terres du Cap-Breton, en Nouvelle-Écosse (Canada).

## Géographie
La montagne s'élève à 380 mètres d'altitude au nord-est de Chéticamp. Elle est bordée au nord par la rivière Chéticamp, à l'ouest par la rivière Margaree Nord-Est et au sud par la montagne des Écureuils.